# Echinothrix calamaris
Echinothrix calamaris · Oursin à doubles piquants, Faux diadème, Oursin-diadème crayon
Espèce
Echinothrix calamaris, communément appelé l’Oursin à doubles piquants, le Faux diadème ou encore l’Oursin-diadème crayon, est une espèce d'oursins réguliers tropicaux de la famille des Diadematidae (les « oursins-diadèmes »), caractérisée par ses longs piquants de deux sortes distinctes, dont les plus longs sont généralement annelés.

## Description
C'est un oursin légèrement ovale, avec un test (coquille) d'environ 5 cm de diamètre maximum (certaines sources donnent cependant jusqu'à 16 cm), mais mesurant jusqu'à 30 cm de diamètre total si l'on compte les radioles (piquants).
Comme quasiment tous les diadematidae (mais c'est chez Echinothrix calamaris que cela est le plus visible), il est pourvu de deux sortes de radioles, dites « primaires » et « secondaires ». Les plus longues lui servent à la locomotion et à la défense à distance : ce sont les radioles primaires (ou interambulacraires), très longues, creuses, épaisses et généralement annelées de blanc et de noir ou de brun (mais elles peuvent aussi être totalement blanches, ou pourpres, notamment chez les juvéniles, et parfois noires) ; elles sont tubulaires et ont souvent les pointes émoussées. Les radioles secondaires, plus courtes, sont aussi plus denses et plus fines, de couleur généralement marron sombre plus ou moins finement annelées : elles servent à la défense rapprochée, et sont pourvues de glandes à venin. Ces radioles secondaires sont regroupées de manière à laisser apparaître cinq zones nues sur la partie centrale du test, en forme d'étoile : celle-ci peut être colorée, souvent de bleu.
La papille anale, très détachée, est bien visible sur la face aborale ; elle est souvent claire et mouchetée de noir et de blanc, bordée à sa base d'une collerette, entourée d'ocelles qui octroient à l'oursin une vision rudimentaire.
Dans ses formes les plus sombres, il peut être confondu avec son cousin Diadema setosum (qui a parfois les radioles annelées) : cependant ce dernier est plus gros, plus uniformément noir, a des radioles secondaires moins discernables et est reconnaissable aux cinq points blancs caractéristiques au sommet de son test ainsi qu'au cercle orangé très voyant qui borde son anus. Les radioles primaires d'E. calamaris sont également plus fragiles, et peuvent être écrasées entre deux doigts (elles sont creuses), ce qui n'est pas le cas pour E. diadema.

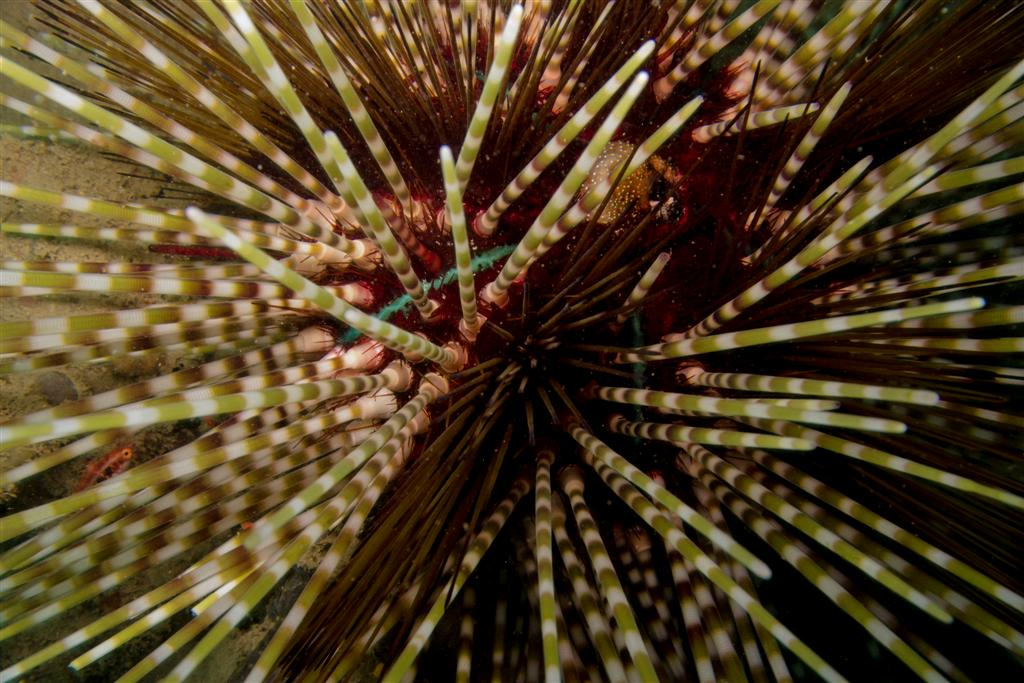
Gros plan : on voit bien les deux types de radioles (au Timor).
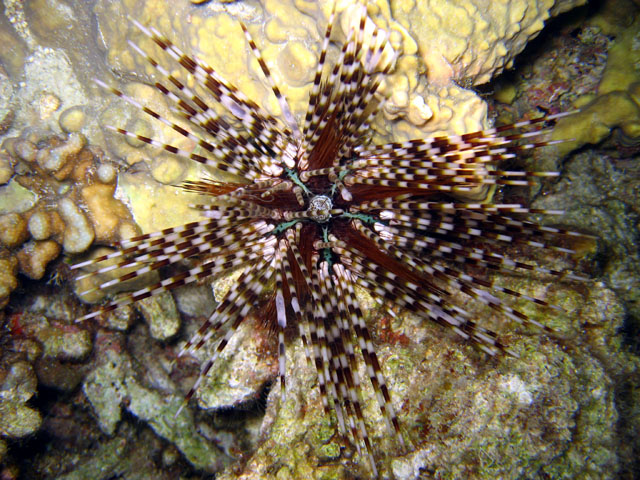
Sur cette photo, on voit bien l'étoile centrale, nue et bleue (en Indonésie).
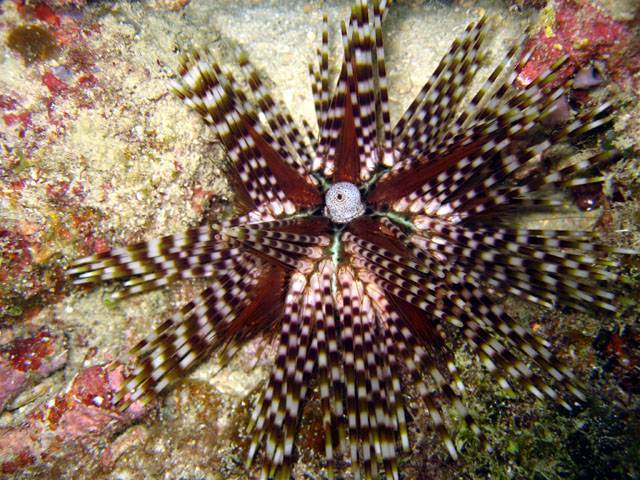
Les deux types de radioles sont souvent regroupées en « mèches », respectant la symétrie pentaradiaire.
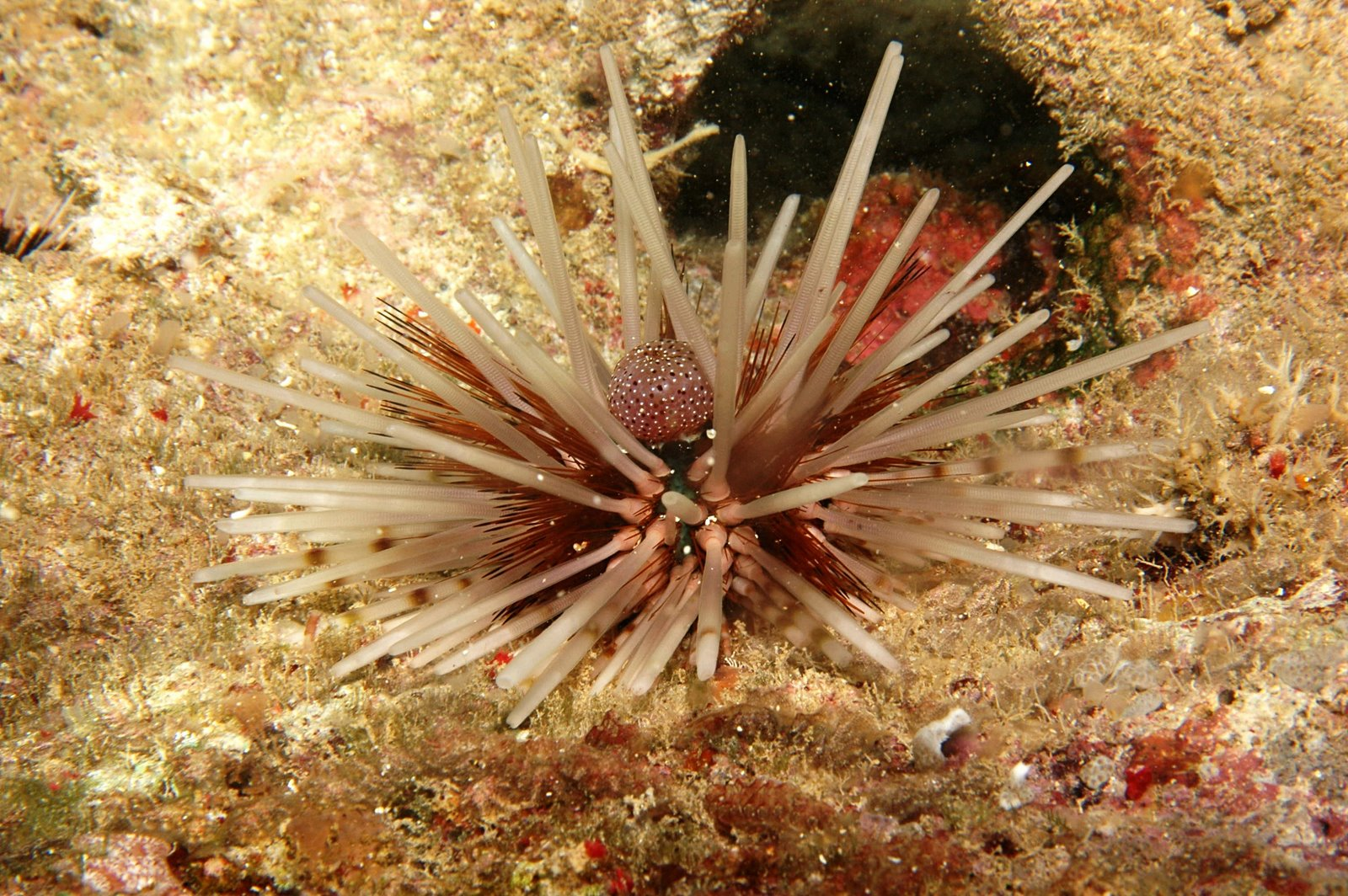
Individu à radioles primaires blanches (Iriomote-jima, Japon)
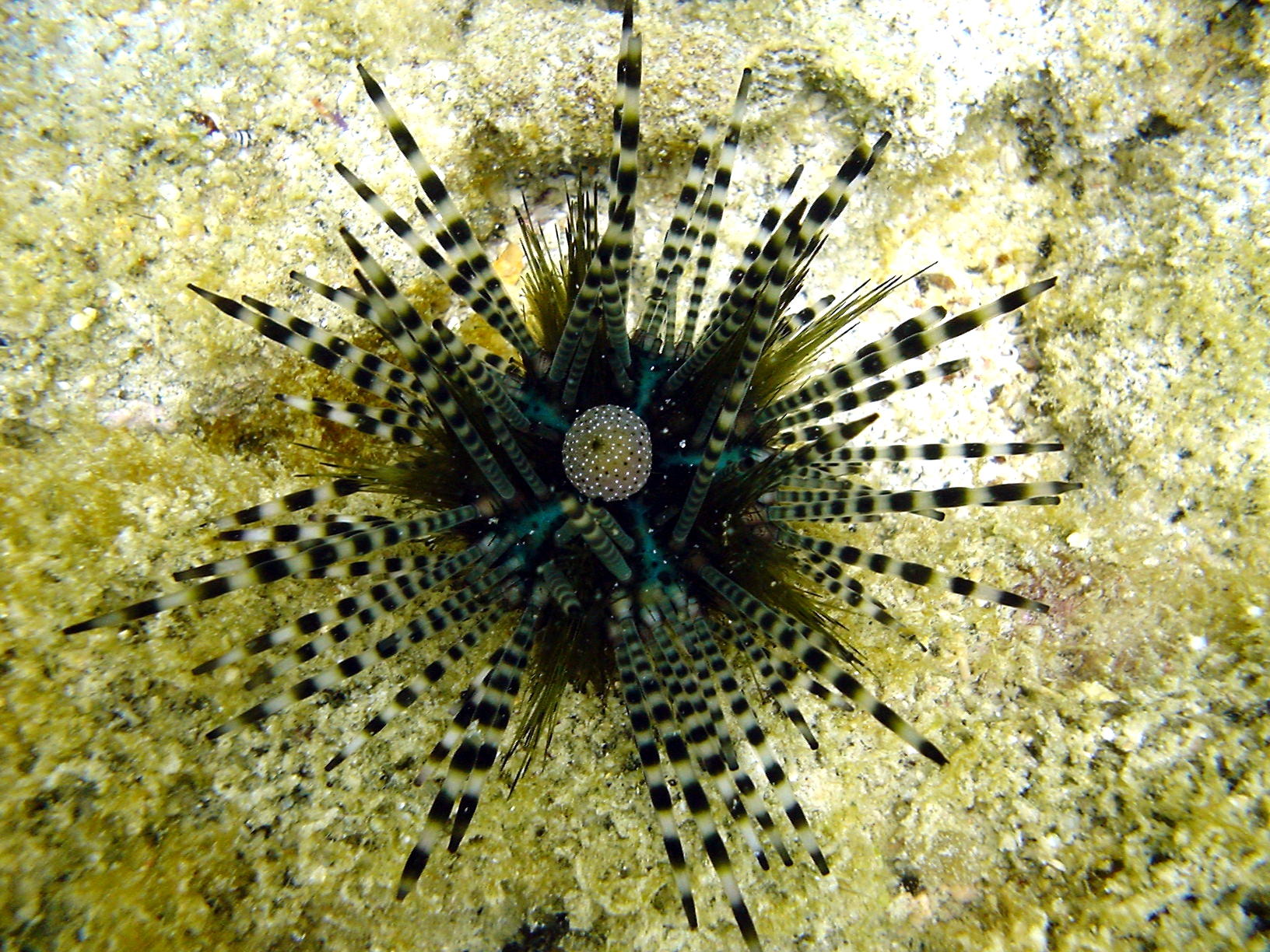
Forme plus sombre.
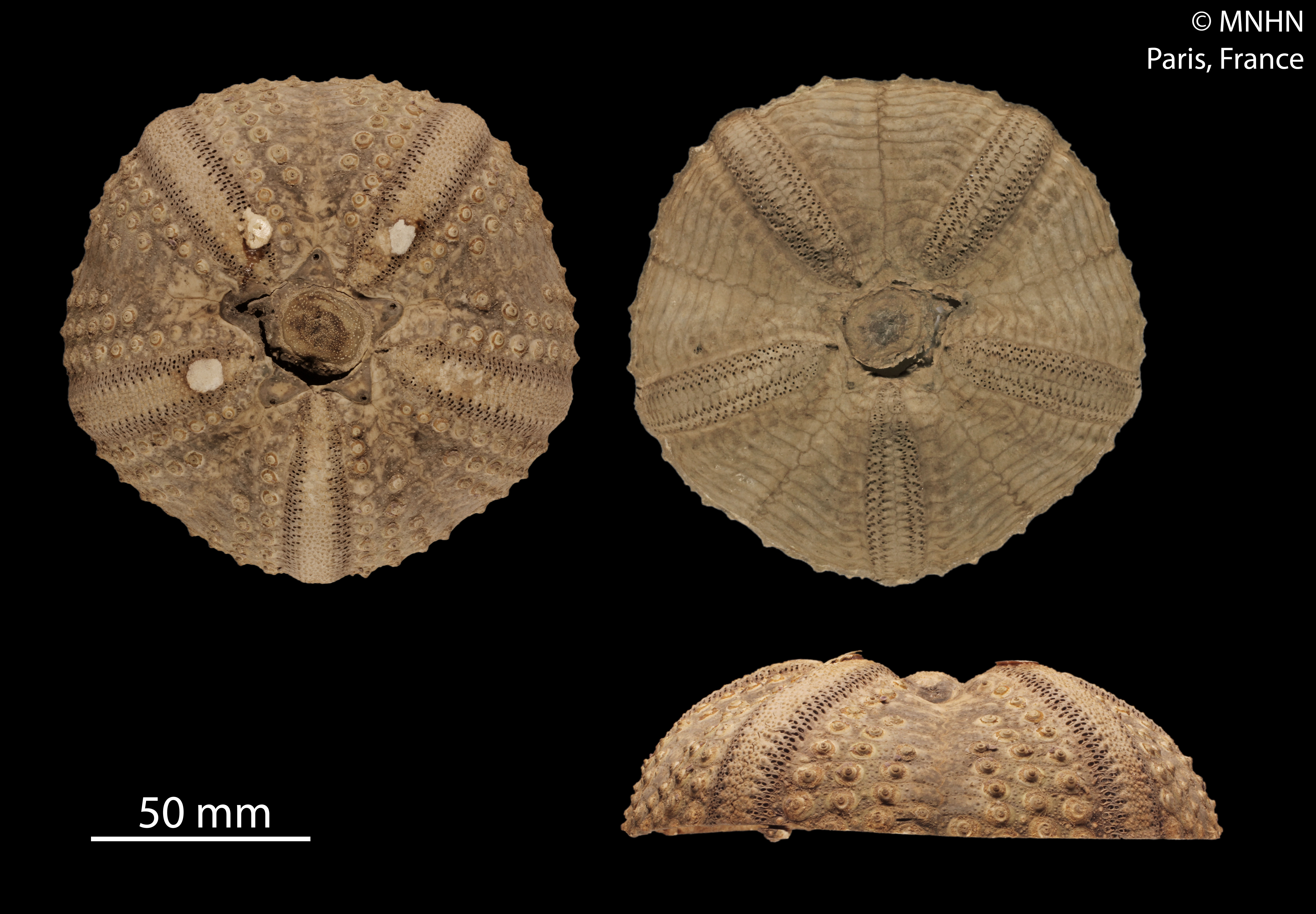
Test (MNHN)

### Variantes
Les études génétiques menées sur ce genre ont mis en évidence une composition en trois sous-groupes chez Echinothrix calamaris, un endémique de Mer Rouge et d'Arabie, un exclusif au Pacifique et un Indo-Pacifique ; les variations d'apparence ne semblent pas corrélées à ces groupes génétiques. 
Les deux espèces de ce genre sont également capables de s'hybrider.

### Forme sombre

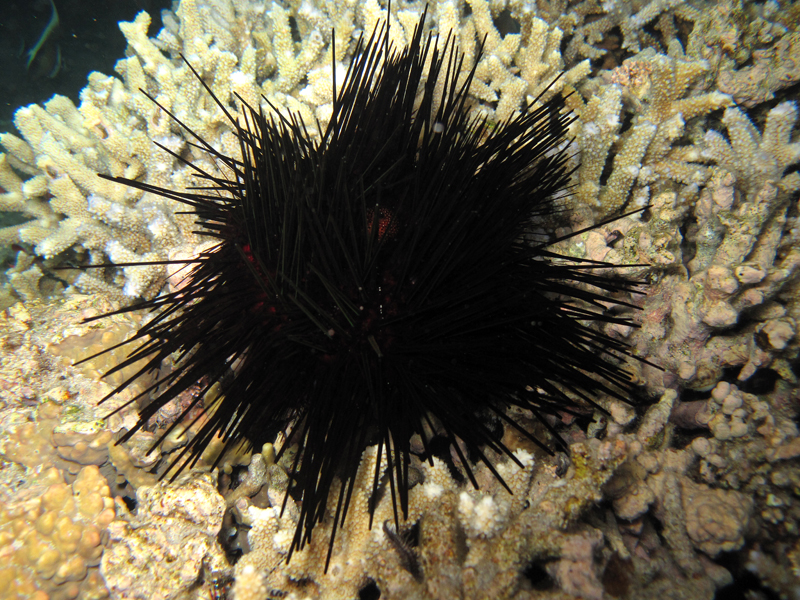
Un E. calamaris en forme noire à La Réunion.

Une forme sombre de cet oursin est rapportée dans la plupart des pays, et semble être la seule dans l'Océan Indien (Mascareignes, Seychelles, Maldives). Elle se distingue par ses radioles très sombres, souvent sans anneaux, présentant souvent des reflets verts, et un test plus ou moins rougeâtre. La papille anale peut être sombre, mais demeure généralement plus ou moins ponctuée de blanc, cependant elle est parfois ponctuée uniquement de noir ce qui rend la distinction avec Echinothrix diadema particulièrement difficile, tout comme l'absence d'iridophores. La forme sombre semble plus grosse et avec des reliefs plus marqués que la forme claire. 
Les radioles sont également plus pointues et plus solides, et ne peuvent pas être écrasées entre deux doigts. Il pourrait s'agir d'une sous-espèce voire d'une espèce distincte, d'autant plus que leur niche écologique semble légèrement différente.
Une forme rouge vif semble aussi attestée, notamment en Mer Rouge.

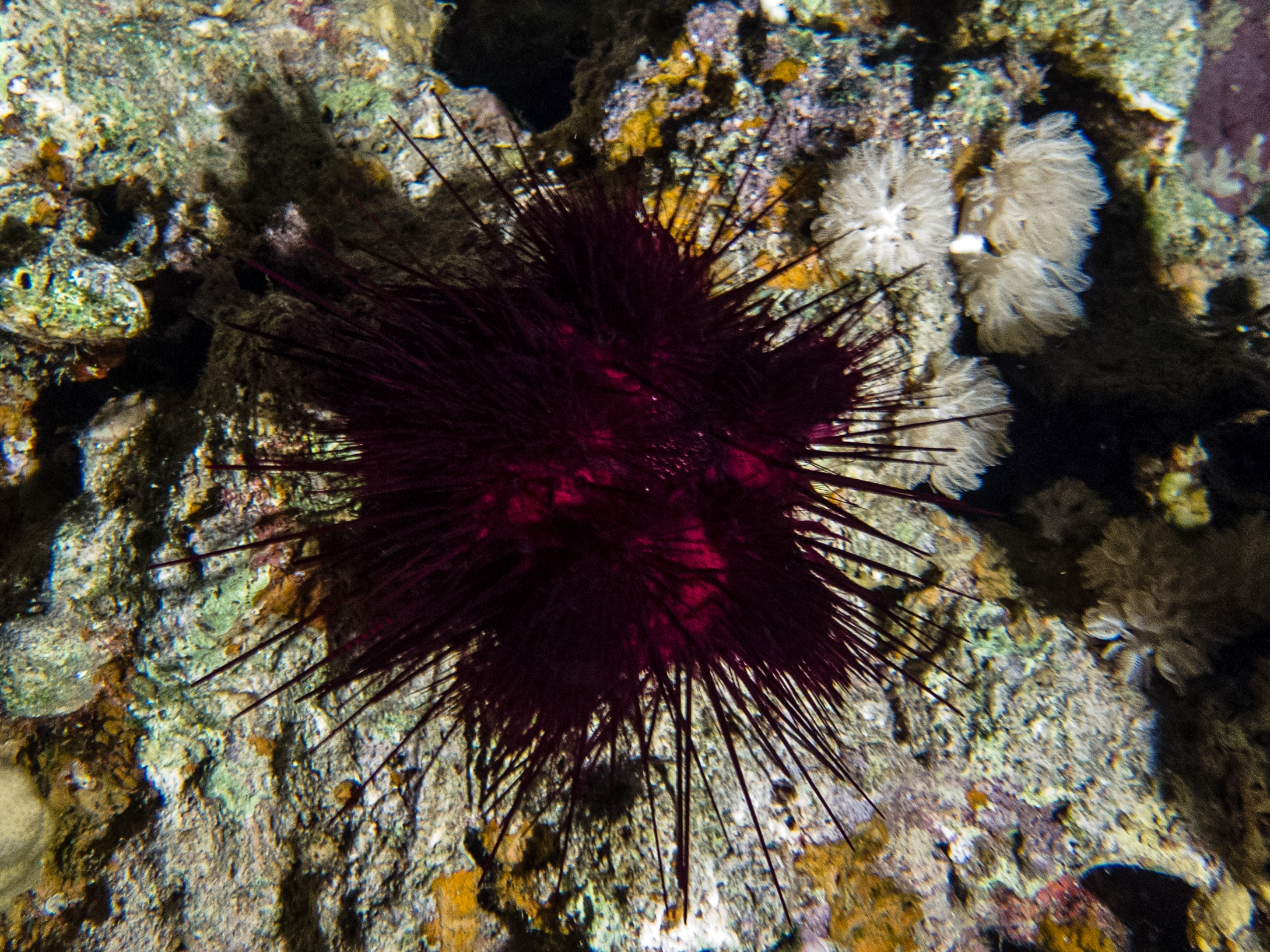
Forme sombre tirant sur le rouge à Dahab.
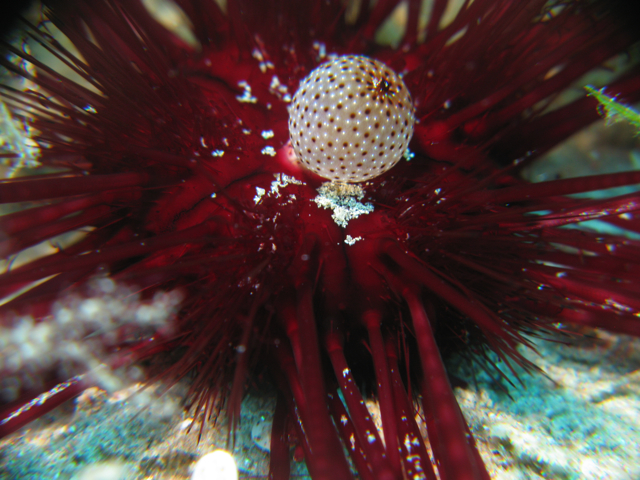
Forme entièrement rouge en Égypte.
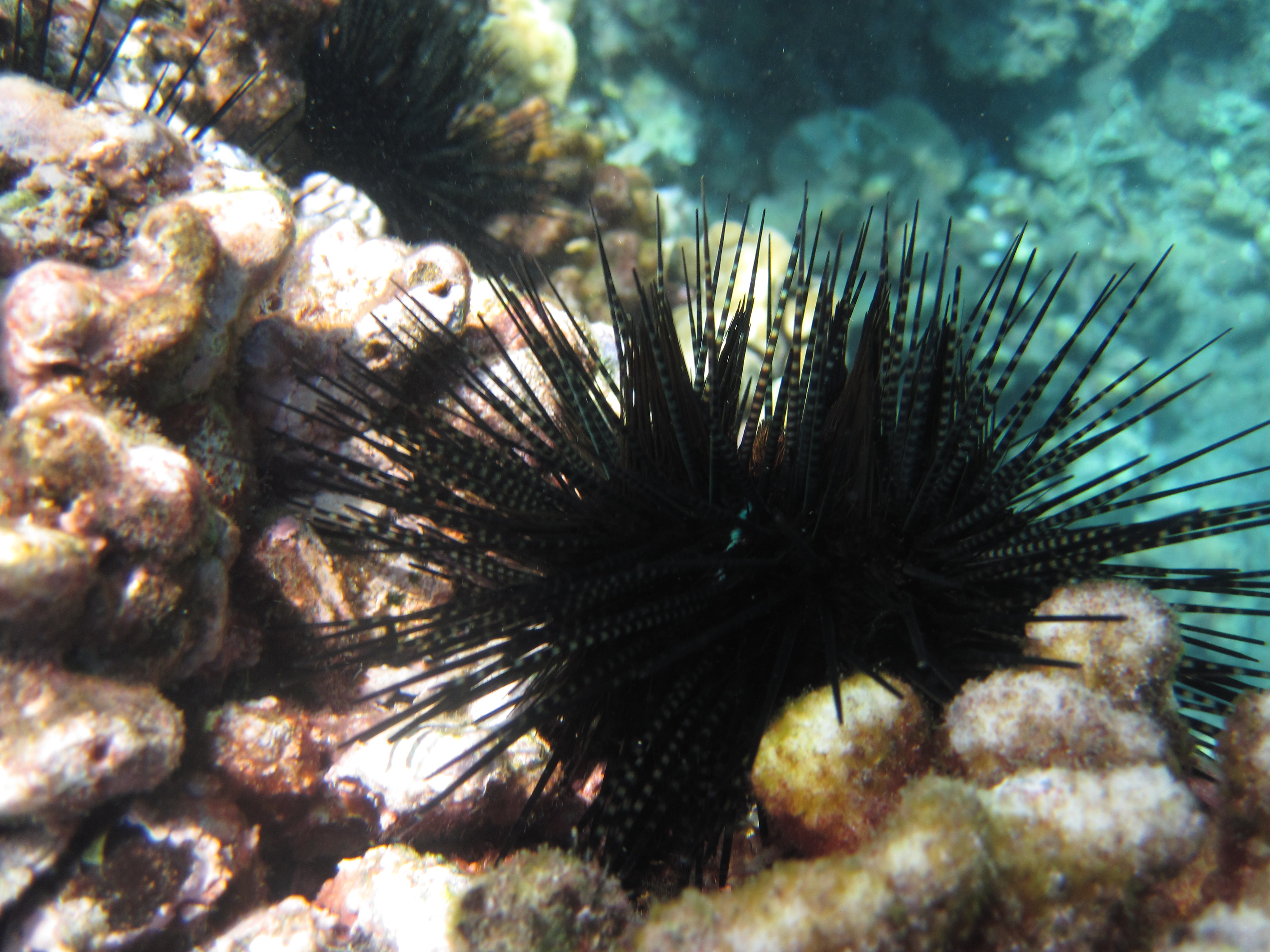
Ce spécimen sombre de Hawaii ne correspond pas au morphe indien : ses radioles sont annelées et il porte des iridophores bleus.

## Distribution
On le trouve dans tout le bassin Indo-Pacifique, de la Mer Rouge à la Polynésie, uniquement dans la zone intertropicale. Il se rencontre sur les herbiers des lagons coralliens ou sur les récifs de corail, de la surface à 40-70 m de profondeur ; la journée il vit caché dans des anfractuosités, dont il sort la nuit pour se nourrir.

## Écologie et comportement

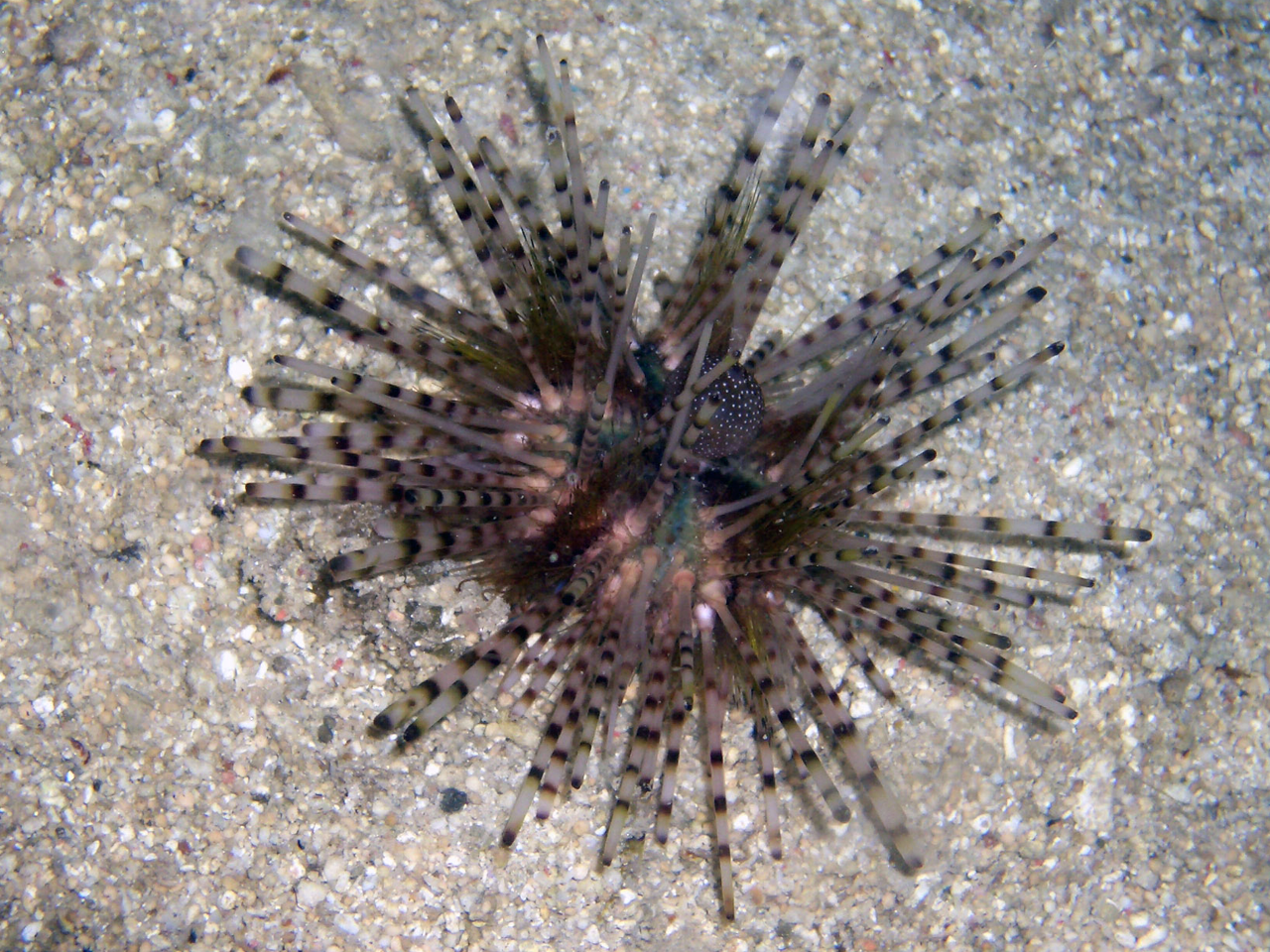
Jeune individu observé à Sulawesi.

Il se nourrit surtout de nuit, d'algues, d'invertébrés, de débris et de charognes ; il devient plus carnivore à mesure qu'il vieillit. On peut l'apercevoir en journée, souvent par ses épines qui dépassent de sa cachette.
Comme tous les diadematidae, il est pourvu d'organes photosensibles sur la partie aborale du test, lui permettant de voir au-dessus de lui afin d'orienter ses radioles (épines) vers d'éventuelles menaces.
La reproduction est gonochorique, et mâles et femelles relâchent leurs gamètes en même temps en pleine eau, où œufs puis larves vont évoluer parmi le plancton pendant quelques semaines avant de se fixer. Les adultes peuvent vivre jusqu'à 6 ans.
Certains invertébrés peuvent vivre en symbiose ou en commensalisme avec cet oursin, comme les juvénile des poissons de la famille des Apogonidae (le poisson cardinal), qui viennent se cacher entre ses longues épines pour se protéger de leurs prédateurs. À Hawaii, E. calamaris a souvent pour hôte un crabe symbiotique, Echinoecus pentagonus.

## Echinothrix calamariset l'Homme

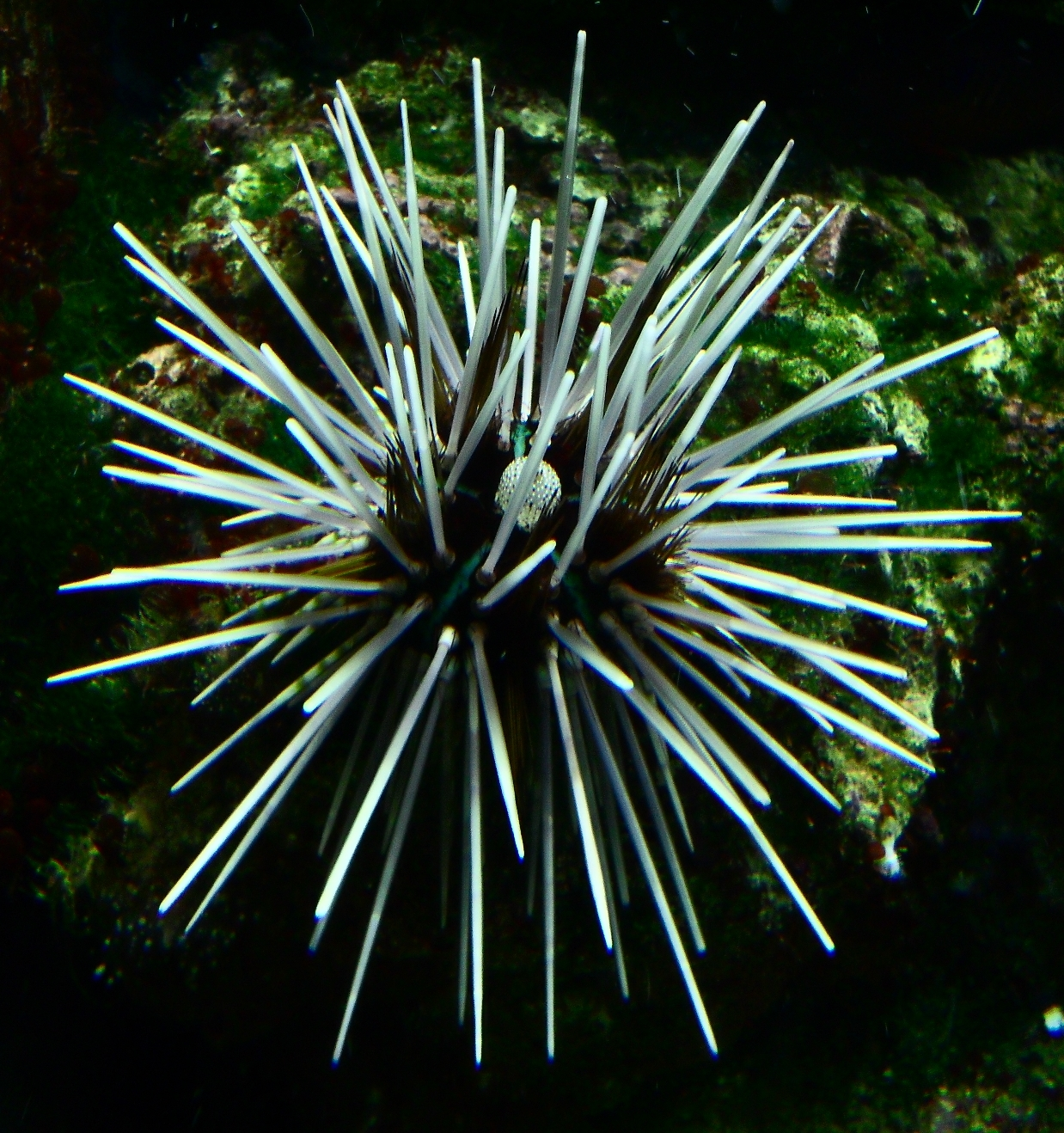
Au zoo de Leipzig.

Echinothrix calamaris est équipé de photorécepteurs sur son test : cela lui permet d'orienter efficacement ses épines vers les menaces potentielles, comme la main d'un plongeur ou le pied d'un plongeur, afin d'en optimiser l'angle de pénétration (même si ces radioles primaires ne sont souvent pas aussi pointues que celles d'autres espèces). Une fois à l'intérieur d'un tissu étranger, ces piquants se brisent très facilement en plusieurs morceaux très difficiles à retirer et peuvent entraîner un risque d'infection.
Ses radioles secondaires, beaucoup plus pointues, sont pourvues de venin dans leur matrice, comme souvent dans cette famille : leur piqûre est donc particulièrement douloureuse, quoique peu dangereuse. Les radioles primaires des juvéniles ne sont pas pointues (proches de celles des Heterocentrotus).
Ce bel oursin est souvent présent dans les aquariums publics. Il s'acclimate facilement aux aquariums particuliers (où il permettra de limiter la prolifération des algues), mais il est d'entretien difficile et son venin le rend délicat à manipuler.

### Origine du nom
Le nom d'« Oursin à doubles piquants » vient très simplement de la présence de deux types de radioles très différentes chez cette espèce.
Le nom scientifique est Echinotrix calamaris. « Echinotrix » vient du grec ekhino- = « épines » et trikho- = « cheveu, poil », en référence aux piquants ambulacraires très fins. « calamaris » vient du latin calamarius, adjectif relatif à un ustensile d'écriture en roseau (l'origine est la même que « calamar » et « chalumeau »). Ce terme est lié aux piquants interambulacraires qui sont longs, ronds et creux, comme un stylo.
On l'appelle aussi « Faux diadème » ou encore « oursin-diadème crayon ». En anglais, il est nommé « Double spined urchin », « banded sea urchin », « hatpin urchin », « longspined urchin » ou encore « stripe-spined urchin » ; en italien c'est « Riccio a spine doppie », en espagnol « Erizo de doble espina » ou « erizo calamari », et en allemand « Bleistift Diademseeigel » ou « Kamar-Diademseeigel ».